# Magyarország az 1990-es atlétikai Európa-bajnokságon
Magyarország a jugoszláviai Splitben megrendezett 1990-es atlétikai Európa-bajnokság egyik részt vevő nemzete volt. Az ország a versenyen 32 sportolóval képviseltette magát.

## Érmesek
| Érem  | Versenyző    | Versenyszám         | Dátum         |
| ----- | ------------ | ------------------- | ------------- |
| Ezüst | Szabó Dezső  | Férfi tízpróba      | augusztus 29. |
| Ezüst | Gécsek Tibor | Férfi kalapácsvetés | augusztus 31. |

## Eredmények

### Férfi
| Versenyző                                           | Versenyszám     | Előfutam | Előfutam | Előfutam | Elődöntő | Elődöntő | Elődöntő | Döntő         | Döntő         |
| Versenyző                                           | Versenyszám     | Idő      | Hely.    | Össz.    | Idő      | Hely.    | Össz.    | Idő           | Helyezés      |
| --------------------------------------------------- | --------------- | -------- | -------- | -------- | -------- | -------- | -------- | ------------- | ------------- |
| Kovács Attila                                       | 100 m           | 10,46    | 3.       | 11.      | 10,54    | 7.       | 13.      | kiesett       | kiesett       |
| Rezák Pál                                           | 100 m           | 10,74    | 6.       | 29.      | kiesett  | kiesett  | kiesett  | kiesett       | kiesett       |
| Zajovics Csaba                                      | 100 m           | 10,74    | 7.       | 30.      | kiesett  | kiesett  | kiesett  | kiesett       | kiesett       |
| Molnár Tamás                                        | 400 m           | 46,80    | 5.       | 17.      | kiesett  | kiesett  | kiesett  | kiesett       | kiesett       |
| Káldy Zoltán                                        | 10 000 m        |          |          |          |          |          |          | 28:13,71      | 9.            |
| Baier Tibor                                         | maraton         |          |          |          |          |          |          | nem ért célba | nem ért célba |
| Szűcs Csaba                                         | maraton         |          |          |          |          |          |          | 2:20:48       | 11.           |
| Bakos György                                        | 110 m gát       | 14,12    | 6.       | 21.      | kiesett  | kiesett  | kiesett  | kiesett       | kiesett       |
| Bakos György Karaffa László Rezák Pál Kovács Attila | 4 × 100 m       | 39,66    | 3.       | 5.       |          |          |          | 39,05         | 5.            |
| Urbanik Sándor                                      | 20 km gyaloglás |          |          |          |          |          |          | 1:29,19       | 15.           |
| Urbanik Sándor                                      | 50 km gyaloglás |          |          |          |          |          |          | nem ért célba | nem ért célba |
| Sátor László                                        | 50 km gyaloglás |          |          |          |          |          |          | 4:09,46       | 13.           |
| Czukor Zoltán                                       | 50 km gyaloglás |          |          |          |          |          |          | 4:16,40       | 14.           |

| Versenyző      | Versenyszám   | Selejtező | Selejtező | Döntő    | Döntő    |
| Versenyző      | Versenyszám   | Eredmény  | Helyezés  | Eredmény | Helyezés |
| -------------- | ------------- | --------- | --------- | -------- | -------- |
| Gécsek Tibor   | Kalapácsvetés | 74,68 m   | 5.        | 80,14 m  |          |
| Vida József    | Kalapácsvetés | 72,46 m   | 15.       | kiesett  | kiesett  |
| Horváth Attila | Diszkoszvetés | 62,90 m   | 4.        | 62,08 m  | 8.       |
| Bagyula István | Rúdugrás      | 530 cm    | 5.        | 520 cm   | 10.      |

| Versenyző       | Versenyszám | 100 m | 100 m | Távolugrás | Távolugrás | Súlylökés | Súlylökés | Magasugrás | Magasugrás | 400 m | 400 m | 110 m gát | 110 m gát | Diszkoszvetés | Diszkoszvetés | Rúdugrás                 | Rúdugrás                 | Gerelyhajítás | Gerelyhajítás | 1500 m  | 1500 m  | Végeredmény | Végeredmény |
| Versenyző       | Versenyszám | Idő   | Pont  | Eredmény   | Pont       | Eredmény  | Pont      | Eredmény   | Pont       | Idő   | Pont  | Idő       | Pont      | Eredmény      | Pont          | Eredmény                 | Pont                     | Eredmény      | Pont          | Idő     | Pont    | Pont        | Helyezés    |
| --------------- | ----------- | ----- | ----- | ---------- | ---------- | --------- | --------- | ---------- | ---------- | ----- | ----- | --------- | --------- | ------------- | ------------- | ------------------------ | ------------------------ | ------------- | ------------- | ------- | ------- | ----------- | ----------- |
| Munkácsi Sándor | Tízpróba    | 11,17 | 823   | 863 cm     | 774        | 12,13 m   | 614       | 195 cm     | 758        | 49,40 | 842   | 14,69     | 887       | 39,34 m       | 651           | érvényes kísérlet nélkül | érvényes kísérlet nélkül | feladta       | feladta       | feladta | feladta | 5349        | 22.         |
| Szabó Dezső     | Tízpróba    | 11,06 | 847   | 749 cm     | 932        | 13,65 m   | 707       | 198 cm     | 785        | 47,17 | 950   | 14,67     | 890       | 40,78 m       | 680           | 530 cm                   | 1004                     | 61,94 m       | 767           | 4:11,07 | 874     | 8436        |             |

### Női
| Versenyző                                             | Versenyszám     | Előfutam | Előfutam | Előfutam | Elődöntő | Elődöntő | Elődöntő | Döntő         | Döntő         |
| Versenyző                                             | Versenyszám     | Idő      | Hely.    | Össz.    | Idő      | Hely.    | Össz.    | Idő           | Helyezés      |
| ----------------------------------------------------- | --------------- | -------- | -------- | -------- | -------- | -------- | -------- | ------------- | ------------- |
| Molnár Edit                                           | 200 m           | 24,11    | 7.       | 20.      | kiesett  | kiesett  | kiesett  | kiesett       | kiesett       |
| Kozáry Ágnes                                          | 200 m           | 24,18    | 8.       | 21.      | kiesett  | kiesett  | kiesett  | kiesett       | kiesett       |
| Kozáry Ágnes                                          | 400 m           | 54,13    | 5.       | 22.      | kiesett  | kiesett  | kiesett  | kiesett       | kiesett       |
| Forgács Judit                                         | 400 m           | 53,06    | 5.       | 16.      | 52,77    | 6.       | 11.      | kiesett       | kiesett       |
| Szabó Erzsébet                                        | 400 m           | 54,08    | 5.       | 21.      | kiesett  | kiesett  | kiesett  | kiesett       | kiesett       |
| Ágoston Zita                                          | 3000 m          | 8:58,41  | 5.       | 11.      |          |          |          | 8:51,07       | 7.            |
| Ágoston Zita                                          | 10 000 m        |          |          |          |          |          |          | nem ért célba | nem ért célba |
| Földingné Nagy Judit                                  | maraton         |          |          |          |          |          |          | 2:37:46       | 5.            |
| Molnár Edit Szabó Erzsébet Bátori Noémi Forgács Judit | 4 × 400 m       | 3:30,41  | 3.       | 7.       |          |          |          | 3:32,30       | 7.            |
| Rosza Mária                                           | 10 km gyaloglás |          |          |          |          |          |          | 45:54         | 9.            |
| Illyés Ildikó                                         | 10 km gyaloglás |          |          |          |          |          |          | 47:17         | 13.           |
| Szebenszki Anikó                                      | 10 km gyaloglás |          |          |          |          |          |          | 47:46         | 16.           |

| Versenyző       | Versenyszám   | Selejtező | Selejtező | Döntő    | Döntő    |
| Versenyző       | Versenyszám   | Eredmény  | Helyezés  | Eredmény | Helyezés |
| --------------- | ------------- | --------- | --------- | -------- | -------- |
| Malovecz Zsuzsa | Gerelyhajítás | 58,48 m   | 13.       | kiesett  | kiesett  |
| Hartai Katalin  | Gerelyhajítás | 61,60 m   | 5.        | 63,52 m  | 5.       |
| Kovács Judit    | Magasugrás    | 184 cm    |           | 189 cm   | 6.       |

| Versenyző    | Versenyszám | 100 m gát | 100 m gát | Magasugrás | Magasugrás | Súlylökés | Súlylökés | 200 m | 200 m | Távolugrás | Távolugrás | Gerelyhajítás | Gerelyhajítás | 800 m   | 800 m | Végeredmény | Végeredmény |
| Versenyző    | Versenyszám | Idő       | Pont      | Eredmény   | Pont       | Eredmény  | Pont      | Idő   | Pont  | Eredmény   | Pont       | Eredmény      | Pont          | Idő     | Pont  | Pont        | Helyezés    |
| ------------ | ----------- | --------- | --------- | ---------- | ---------- | --------- | --------- | ----- | ----- | ---------- | ---------- | ------------- | ------------- | ------- | ----- | ----------- | ----------- |
| Ináncsi Rita | Hétpróba    | 14,46     | 914       | 179 cm     | 966        | 14,22 m   | 809       | 25,45 | 846   | 606 cm     | 868        | 48,06 m       | 832           | 2:18,06 | 850   | 6076        | 10.         |